# Liaison descendante

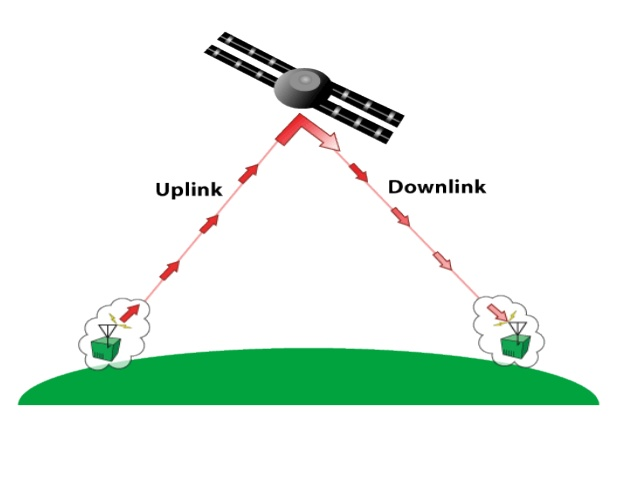
Liaison montante et liaison descendante

Liaison descendante (en anglais downlink) est une expression relative aux transmissions satellitaires (télédiffusion, télécommunications, Internet par satellite...) et à la téléphonie mobile.
Elle concerne le canal et le sens de transmission des signaux ou données provenant d'un satellite vers une station au sol.
Ce terme est aussi  utilisé pour désigner les liaisons radio descendantes « downlink » (sens : antenne-relais vers terminal) des réseaux de téléphonie mobile, par exemple : GSM, UMTS et LTE.